# Данголсхајм
Данголсхајм (фр. Dangolsheim) насеље је и општина у источној Француској у региону Алзас, у департману Доња Рајна која припада префектури Молсхајм.
По подацима из 2011. године у општини је живело 691 становника, а густина насељености је износила 154,59 становника/km². Општина се простире на површини од 4,47 km². Налази се на средњој надморској висини од 200 метара (максималној 384 m, а минималној 172 m).

## Демографија
| 1962. | 1968. | 1975. | 1982. | 1990. | 1999. | 2011. |
| ----- | ----- | ----- | ----- | ----- | ----- | ----- |
| 446   | 503   | 531   | 514   | 493   | 603   | 691   |

График промене броја становника у току последњих година